# Glacidorbis decoratus
Glacidorbis decoratus är en snäckart som beskrevs av Winston F. Ponder och Avern 2000. Glacidorbis decoratus ingår i släktet Glacidorbis och familjen Glacidorbidae. Inga underarter finns listade i Catalogue of Life.